# Eulithis musauaria
Eulithis musauaria är en fjärilsart som beskrevs av Freyer 1856. Eulithis musauaria ingår i släktet Eulithis och familjen mätare. Inga underarter finns listade i Catalogue of Life.